# Combat !
Pour les articles homonymes, voir Combat (homonymie).
Combat ! (Combat!) est une série télévisée américaine en 152 épisodes de 52 minutes, dont 127 en noir et blanc, créée par Robert Altman et Robert Pirosh et diffusée entre le 2 octobre 1962 et le 14 mars 1967 sur le réseau ABC.
En France, la série a été diffusée à partir de 1995 sur Série Club. Elle reste inédite dans les autres pays francophones.

## Synopsis
Cette série met en scène la vie quotidienne, du débarquement à Omaha Beach le 6 juin 1944 jusqu'à la libération, des hommes de la King Company, une section d'infanterie de l'armée américaine.

## Distribution
- Rick Jason (en) : Lieutenant Gil Hanley
- Vic Morrow : Sergent Chip Saunders
- Pierre Jalbert (en) : Paul « Cage » Lemay
- Jack Hogan : William G. Kirby (1963-1967)
- Dick Peabody (en) : Littlejohn (1963-1967)
- Steven Rogers : Doc Walton (1962-1963)
- Conlan Carter (en) : Doc (1963-1965)
- Shecky Greene : Braddock (1962-1963)
- Tom Lowell : Billy Nelson (1962-1964)
- Jacques Roux : Anton Fouchet / Gautier / Fontaine... (1962-1966)

## Épisodes
Seule la cinquième saison a été tournée en couleurs et seuls une sélection d'épisodes ont été adaptés en français parmi la saison 1.

### Première saison (1962-1963)[1]
1. Mot de face (Forgotten front)
2. Echelon commandos arrière (Rear echelon commandos)
3. Non adapté en français (Lost sheep, lost shepherd)
4. Non adapté en français (Any second now)
5. Non adapté en français (Far from the brave )
6. Disparu au combat (Missing in action)
7. Non adapté en français (Escape to nowhere)
8. Non adapté en français (The Celebrity )
9. Chat et souris (Cat and mouse)
10. Je jure par Apollon (I swear by Apollo)
11. Un jour en juin (A day in june)
12. Le Prisonnier (The Prisoner)
13. Réunion (Reunion)
14. La Médaille (The Medal)
15. Juste pour info (Just for the record)
16. Le Volontaire (The Volunteer)
17. L'Escouade (The Squad)
18. Suivante dans la commande (Next in command)
19. Le Château (The Chateau)
20. Hors limites (Off limits)
21. Pas de pitié (No time fot pity)
22. Patrouille de nuit (Night patrol)
23. Survie (Survival)
24. Non adapté en français (No Hallelujahs for glory)
25. Le Guerrier silencieux (The Quiet warrior)
26. La Bataille des roses (The Battle of the roses)
27. Colline 256 (Hill 256)
28. Le Sniper (The Sniper)
29. Un dernier pour la route (One more for the road)
30. Non adapté en français (The Walking wounded)
31. Un grand nom aujourd'hui (High name today)
32. Sans tambours ni trompettes (No trumpets, no drums)